# Åreskutan
Åreskutan je 1420 m vysoká hora v okresu Jämtlandu ve středním Švédsku. Je jednou ze známých hor ve Švédsku a spolu s vesnicí Åre je snadno dostupná vlakem. Horský masiv představuje největší lyžařskou oblast ve Švédsku.